# Thelenota rubralineata
Holothurie à lignes rouges
Espèce
Statut de conservation UICN

 DD  : Données insuffisantes
L’holothurie à lignes rouges (Thelenota Rubralineata) est une espèce de concombre de mer de la famille des Stichopodidae.

## Description
C'est une grosse holothurie de section grossièrement quadrangulaire, parcourue sur ses deux arêtes supérieures de 13-15 gros tubercules coniques terminés par une papille jaune. Son corps est de couleur crème clair, entièrement parcouru par un complexe réseau de fines lignes rouges, qui lui donnent son nom. Ces lignes peuvent être plus ou moins serrées, rendant l'animal plus ou moins sombre vu de loin. Ces lignes sont moins denses sur la face ventrale, qui est aplatie et couverte de podia jaunâtres sombres. 
La bouche est en position ventrale, entourée de 20 tentacules peltés.
Cette holothurie peut mesurer jusqu'à 50 cm et peser jusqu'à 3 kg.

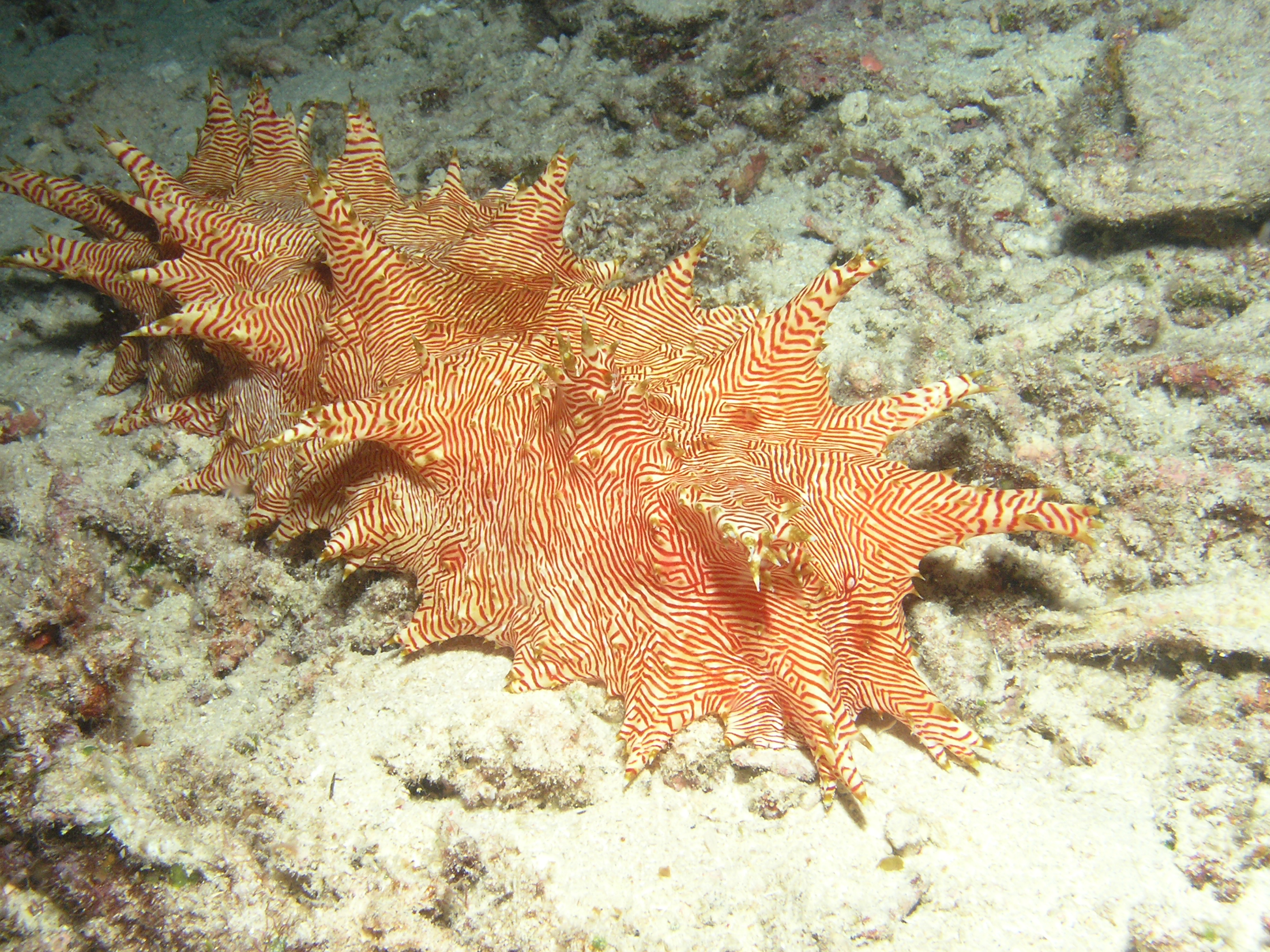
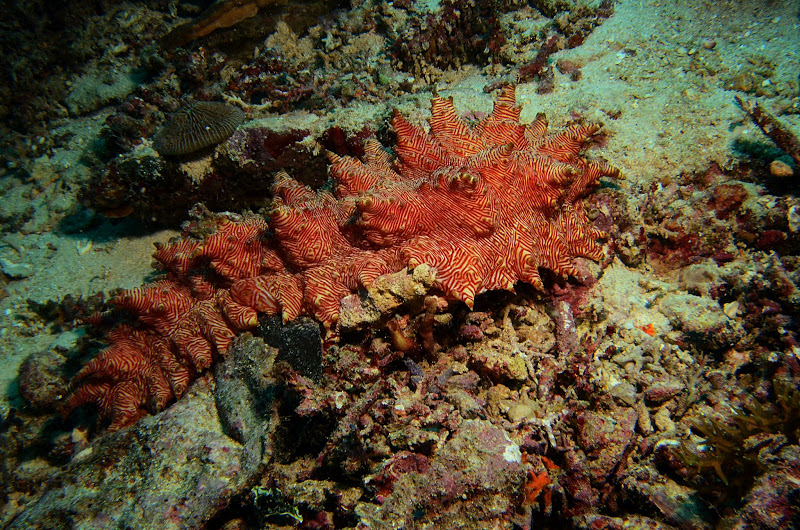
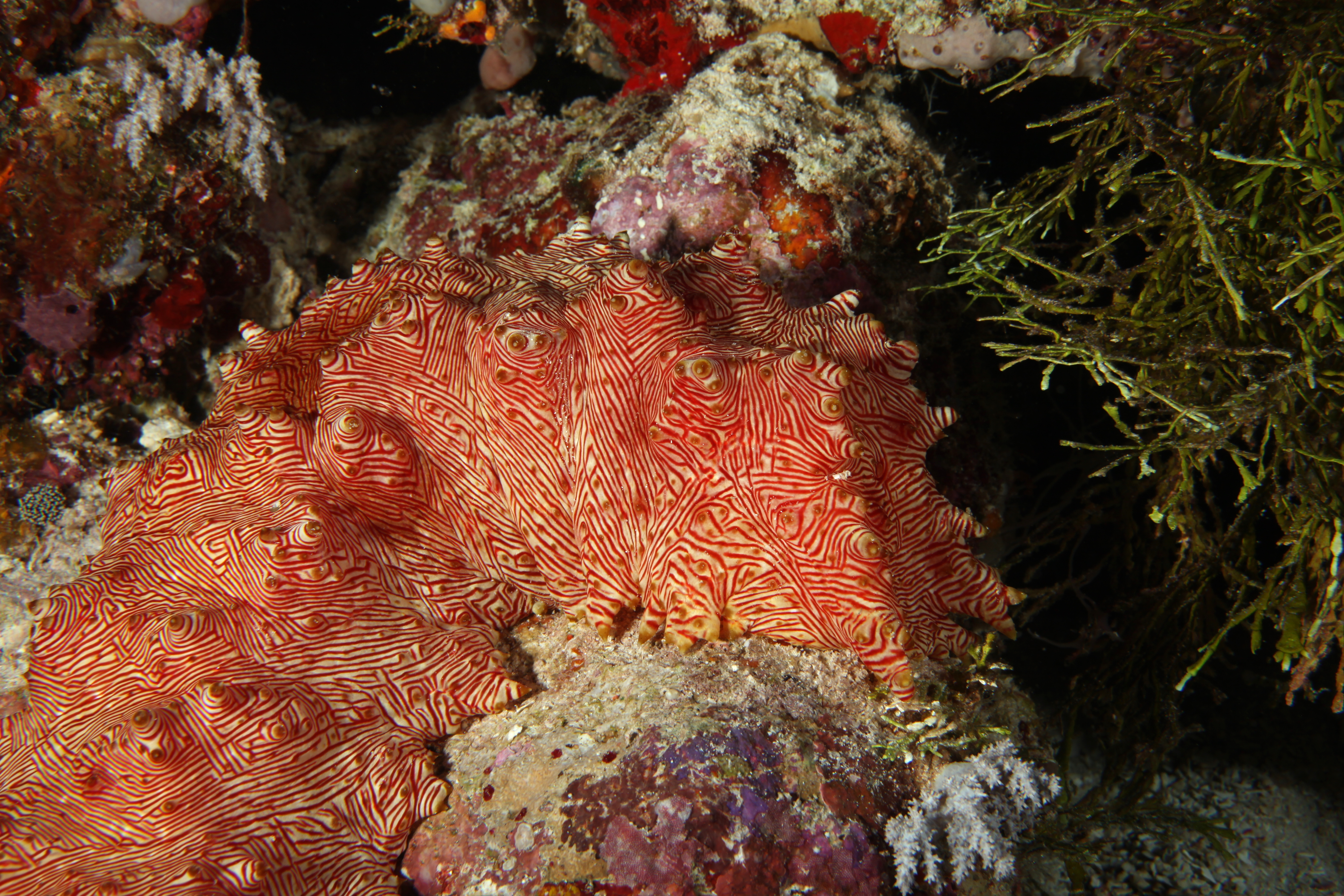
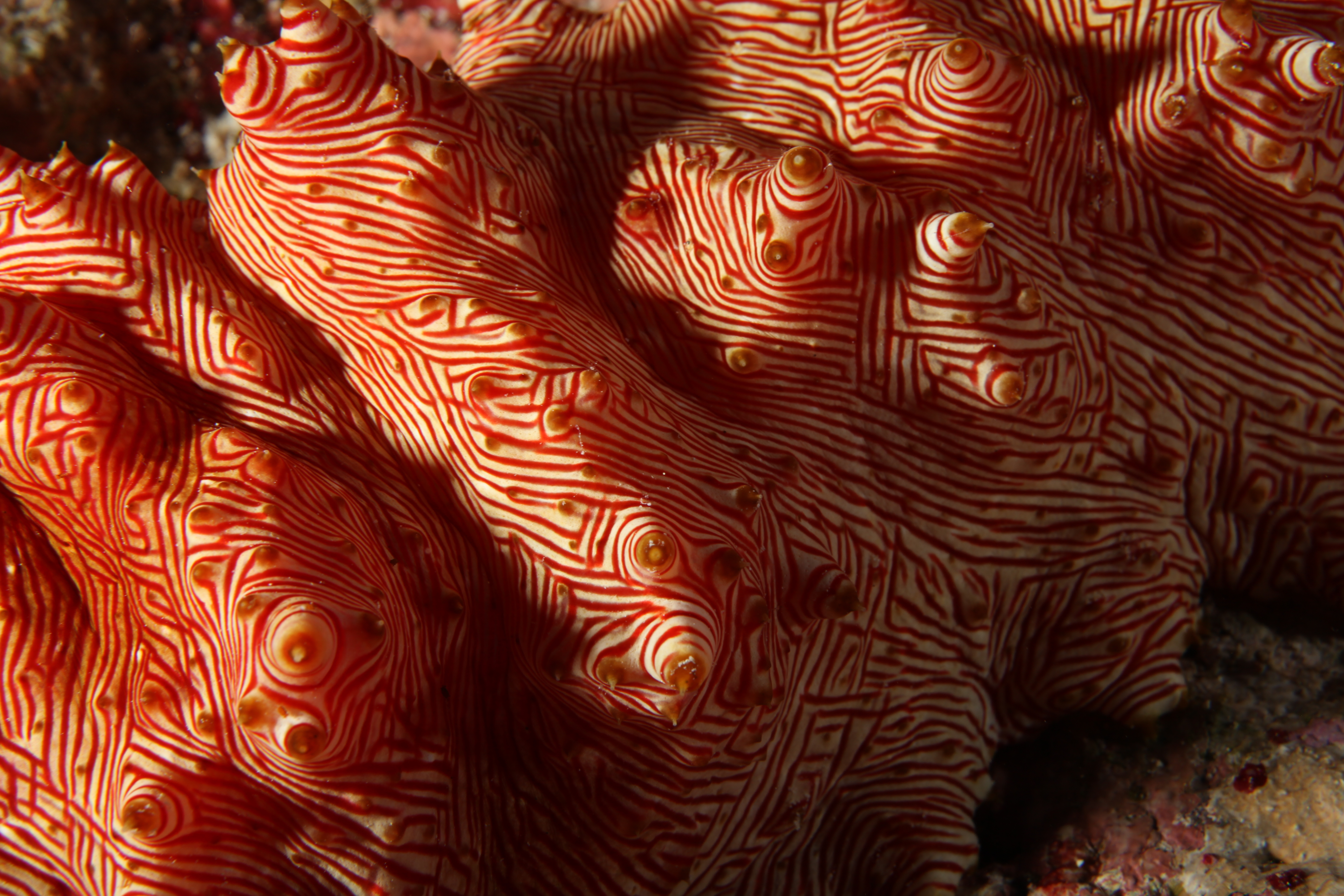
Gros plan sur les motifs

## Habitat et répartition
Cette espèce est très rare, et se trouve très ponctuellement autour de la Papouasie-Nouvelle-Guinée et de certaines îles tropicales d'Indonésie tropicale, ainsi que, très rarement, aux Philippines, en Malaisie, et jusqu'à Guam et la Nouvelle-Calédonie. Elle est inféodée aux écosystèmes coralliens. 
Espèce benthique, on la trouve posée sur le fond des écosystèmes coralliens, généralement sur les pentes externes des récifs de corail, entre 10 et 35 m de profondeur.

## Écologie et comportement

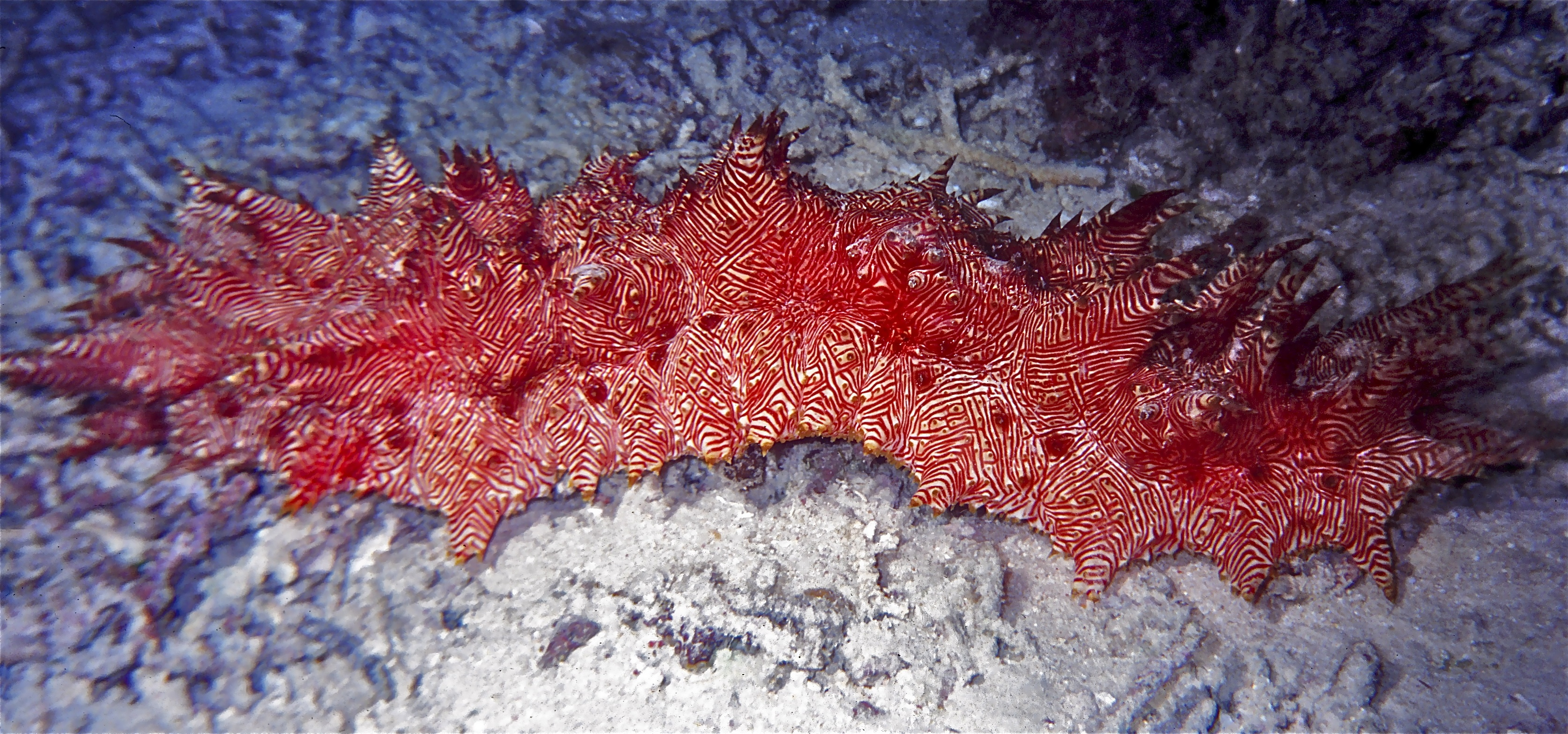
les holothuries de son ordre, cette espèce se nourrit en ingérant le substrat sableux.

Comme toutes les holothuries de son ordre, cette espèce se nourrit en ingérant le substrat sableux, qu'elle trie grossièrement et porte à sa bouche à l'aide de ses tentacules buccaux pour en digérer les particules organiques.
Cette espèce a une densité de population extrêmement faible (moins d'un individu par hectare), et sa croissance semble très lente, ainsi que son cycle reproductif. Elle pourrait vivre plusieurs dizaines d'années.

## L'holothurie et l'Homme
Cette espèce est comestible, et exploitée commercialement pour le marché asiatique, où elle est vendue sous les noms de « trepang » (nom générique culinaire des holothuries) ou de « lemonfish » ou « candycanefish ». Cependant, sa population étant très faible et sa fécondité probablement limitée, l'espèce n'est pas du tout adaptée à une exploitation commerciale.
Cette espèce est pêchée en Papouasie-Nouvelle-Guinée (d'où elle est exportée sur le marché sud-est asiatique) ainsi qu'aux Philippines, où elle est consommée par les musulmans durant le ramadan. Sa valeur commerciale est encore faible, mais l'effondrement des stocks d'espèces plus prisées pourrait faire peser une lourde menace sur cette holothurie à moyen terme.